# Serge Huard
Pour les articles homonymes, voir Huard.
Serge Huard, né le 16 janvier 1897 à Paris (7e) et mort le 15 mars 1944 à Paris (16e), est un joueur de rugby à XV, médecin et homme politique français du régime de Vichy.

## Biographie
Serge Huard fut un joueur de rugby à XV évoluant en deuxième ligne et ayant défendu les couleurs de Racing Club de France. En 1920, il est finaliste du Championnat de France face au Stadoceste tarbais mais s'incline 8 à 3 avec son club. Par la suite, il joue également avec le Stade français.
Serge Huard a fait tout le conflit de la Première Guerre mondiale dans une unité combattante. Promu chirurgien des hôpitaux de Paris en 1933.
Il est successivement Secrétaire général à la santé du 18 juillet au 10 septembre 1940, Secrétaire général à la Famille et à la santé du 10 septembre 1940 au 11 août 1941, puis Secrétaire d'État à la famille à la santé du 11 août 1941 au 18 avril 1942.
En 1941, il installe l'Institut national d'hygiène, ancêtre de l'INSERM. On lui doit aussi l’organisation des DRASS, la législation sur l’avortement (abolie par Simone Veil) ou encore la loi hospitalière de 1941.